# Quesada pasiega
La quesada pasiega est un dessert typique espagnol de Vega de Pas, commune de Cantabrie, située dans la comarque des Valles Pasiegos.

## Caractéristiques
La quesada se compose principalement de lait de vache présuré (cuajada), de beurre, de farine de blé, d'œufs et de sucre. Généralement, elle est aromatisée de zeste de citron et de cannelle en poudre. Sa consistance est similaire à celle d'un pudding.